# Dictionnaire de Trévoux

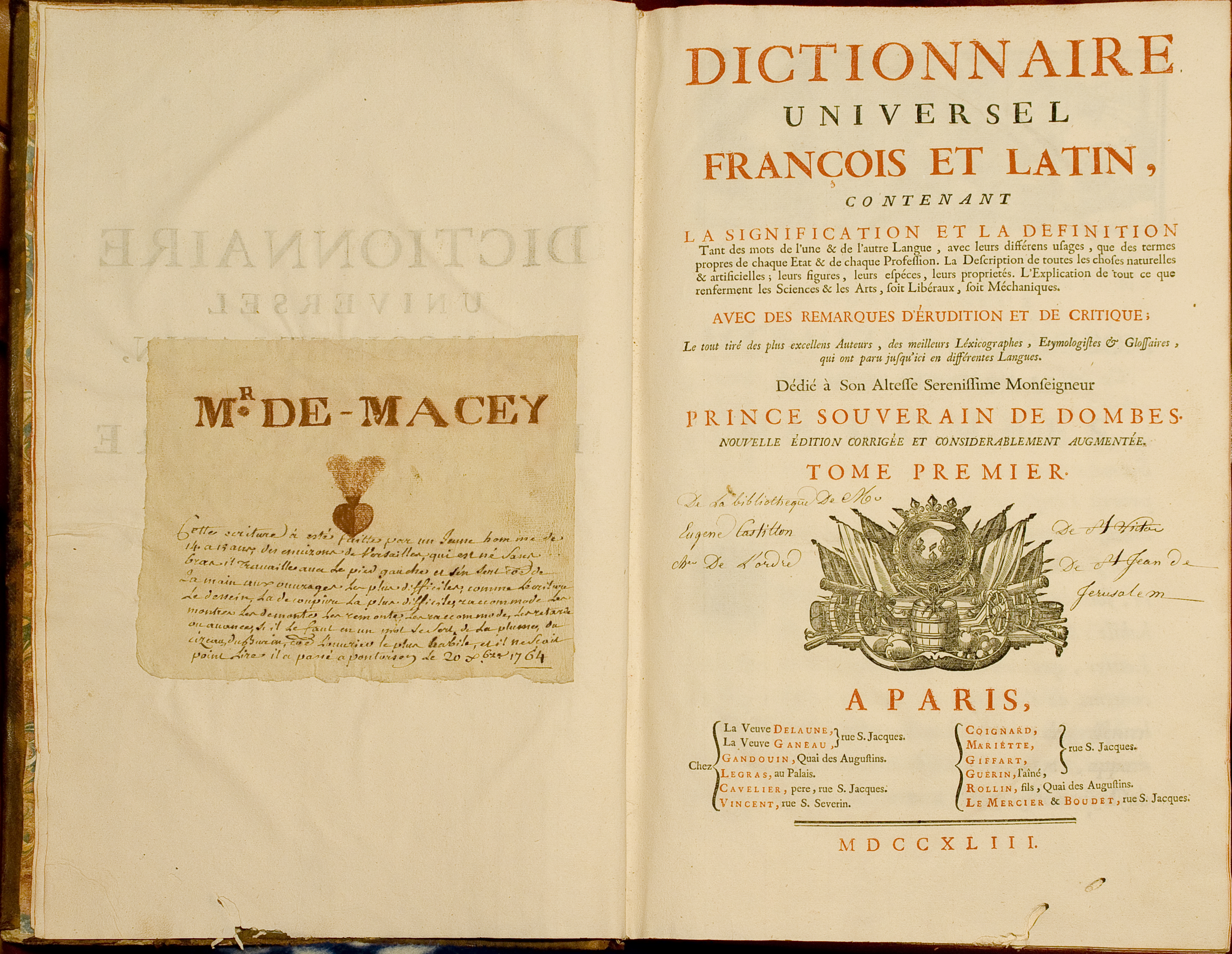
Ausgabe von 1743, Titelblatt des ersten Bandes

Der Dictionnaire de Trévoux ist ein französisches Nachschlagewerk des 18. Jahrhunderts, das von Mitgliedern des Jesuitenordens zunächst in der Stadt Trévoux herausgegeben wurde.
Die erste Ausgabe wurde 1704 in Trévoux unter dem Titel Dictionnaire universel françois et latin mit Druckerlaubnis von Louis Bourbon veröffentlicht.
Die beiden maßgeblichen Herausgeber, die Jesuiten Tournemine und Claude Buffier stellen vor allem in den Theologie und Philosophie betreffenden Artikeln die katholische Position gegenüber dem Jansenismus dar.
Der ersten Ausgabe von 1704 folgten bis 1771 sechs (oder sieben) weitere Ausgaben von kontinuierlich wachsendem Umfang. Nach dem Druckort der beiden ersten Auflagen setzte sich für das Werk im allgemeinen Sprachgebrauch der Name Dictionnaire de Trévoux durch, der nach Verlagerung der Druckorte nach Nancy (1734) und Paris (1743, 1752 und 1771) beibehalten wurde. Eine Ausnahme bildet die erste Pariser Ausgabe von 1732 mit dem Titel Dictionnaire universel, francois et latin, vulgairement appellé Dictionnaire de Trévoux.
Inhaltlich werten die Herausgeber weitgehend den Dictionnaire universel von Antoine Furetière aus, der 1690 nach dem Tod des Autors mit einem Vorwort von Pierre Bayle herausgekommen war, ohne in der ersten Ausgabe ihre Hauptquelle zu nennen.
Der Dictionnaire gilt als ein Werk, das einerseits noch in der traditionellen Gedankenwelt der Philosophie, Theologie und Gesellschaftslehre verankert ist, andererseits in weiten Bereichen schon moderne Ideen der Aufklärung aufgreift.
Wissenschaftsgeschichtlich ist er eine erstrangige Quelle für die Lexikographie der Aufklärung und für die Etymologie der französischen Sprache.

## Entstehung und Entwicklung
Auf Initiative seines Beichtvaters, des Jesuiten Michel Le Tellier (1643–1719), bewog König Ludwig XIV. 1695 seinen Sohn Louis Auguste I. de Bourbon, duc du Maine, dem die extraterritoriale Enklave Dombes gehörte, in Trévoux eine Druckerei einzurichten, in der die Jesuiten ab 1701 als Kampfblatt gegen den Protestantismus und den Jansenismus die gegenreformatorische katholische Zeitschrift Journal de Trévoux (eigentlich: Mémoires pour l’histoire des sciences et des beaux-arts) gründeten.
Hinzu kam 1704 als weiteres Kampforgan das Wörterbuch Dictionnaire universel françois et latin. In der ersten Auflage handelte es sich im Kern um das Dictionnaire universel, contenant généralement tous les mots français tant vieux que modernes et les termes de toutes les sciences et des arts von Antoine Furetière (Amsterdam 1690), jedoch nicht in der von Pierre Bayle herausgegebenen Urfassung, sondern in der durch den Protestanten Henri Basnage de Beauval (1656–1710) 1701 (und wieder 1702) bearbeiteten Fassung, in die Basnage protestantisches Gedankengut hineingearbeitet hatte. Eben davon wurde das Wörterbuch durch die Jesuiten unter Mitwirkung von Richard Simon 1704 wieder befreit und so der Basnage rekatholisiert.
Während Basnage sich für den Trévoux von 1704 mit Recht beklagen durfte, man habe ihm sein Wörterbuch gestohlen, darf der Dictionnaire de Trévoux, wie er bald genannt wurde, ab der zweiten Auflage von 1721 als eigenständige lexikografische Leistung gelten, die mit wachsendem Erfolg bearbeitet wurde und bis 1771 in achter Auflage auf acht Bände anwuchs. Über die Autoren ist wenig bekannt, doch waren es vor allem Pariser Jesuiten, so für die zweite Auflage (von 1721) Étienne Souciet (1671–1744). Wenn auch der Druckort ab der dritten Auflage 1732 nicht mehr Trévoux, sondern Paris (und Nancy) war, so behielt das Wörterbuch doch die landläufige Bezeichnung Dictionnaire de Trévoux. Als Autoren der dritten Auflage sind Antoine de Jussieu (1686–1758) und Philibert-Bernard Moreau de Mautour (1654–1737) bekannt, ferner René-Joseph de Tournemine und später Pierre-Charles Berthelin, 1720–1780.

## Wirkung
Der Dictionnaire de Trévoux war eines der beherrschenden Wörterbücher des 18. Jahrhunderts, geriet aber nach der Französischen Revolution, unter anderem wegen des Verbots des Jesuitenordens 1762, in Vergessenheit. Eine wörterbuchgeschichtliche Forschung, welche die verschiedenen Auflagen inhaltlich untereinander und mit den beiden Vorgängerwörterbüchern vergleicht und den Fortbestand des Materials in späteren Wörterbüchern ermittelt, fehlt.